# تامباشات
تامباشات (به لاتین: Tambashat) یک منطقهٔ مسکونی در قرقیزستان است که در استان اوش واقع شده‌است. تامباشات ۱٬۹۰۷ متر بالاتر از سطح دریا واقع شده‌است.